# Биково (Кімрський район)
Биково (рос. Быково) — присілок в Кімрському районі Тверської області Російської Федерації.
Населення становить 44 особи. Входить до складу муніципального утворення Биковське сільське поселення.

## Історія
Від 2005 року входить до складу муніципального утворення Биковське сільське поселення.

## Населення
| 1859 | 1887 | 1997 | 2002 | 2008 | 2010 |
| ---- | ---- | ---- | ---- | ---- | ---- |
| 66   | ↘28  | ↗92  | ↘70  | ↘67  | ↘44  |